# Ulsan-Gongseol-Stadion
Das Ulsan-Gongseol-Stadion war ein Fußballstadion in der südkoreanischen Stadt Ulsan. Das Stadion wurde 1970 eröffnet. 
Das Stadion wurde von 1990 bis 2002 von Hyundai Horang-i als Heimspielstätte genutzt. Nach dem Umzug des Vereins wurde das Stadion abgerissen und an selber Stelle das neue Ulsan-Stadion errichtet. 